# Solenopsis texana
Solenopsis texana är en myrart som beskrevs av Carlo Emery 1895. Solenopsis texana ingår i släktet eldmyror, och familjen myror.

## Underarter
Arten delas in i följande underarter:
- S. t. catalinae
- S. t. texana

## Bildgalleri

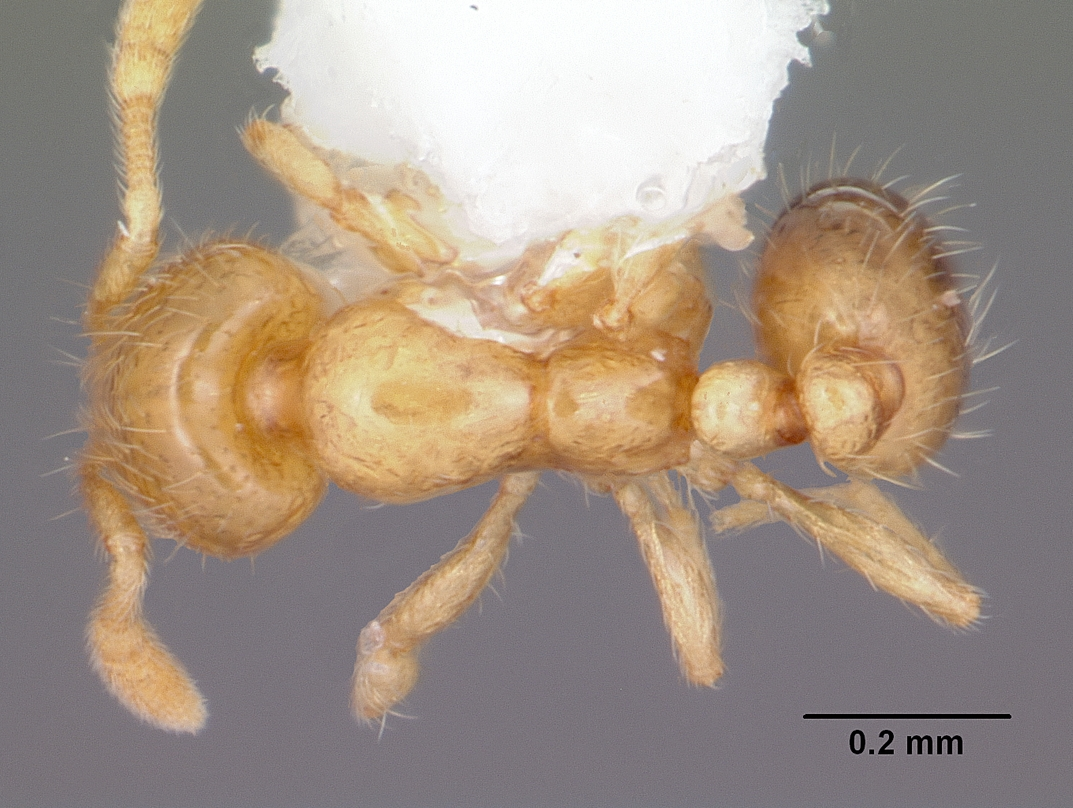
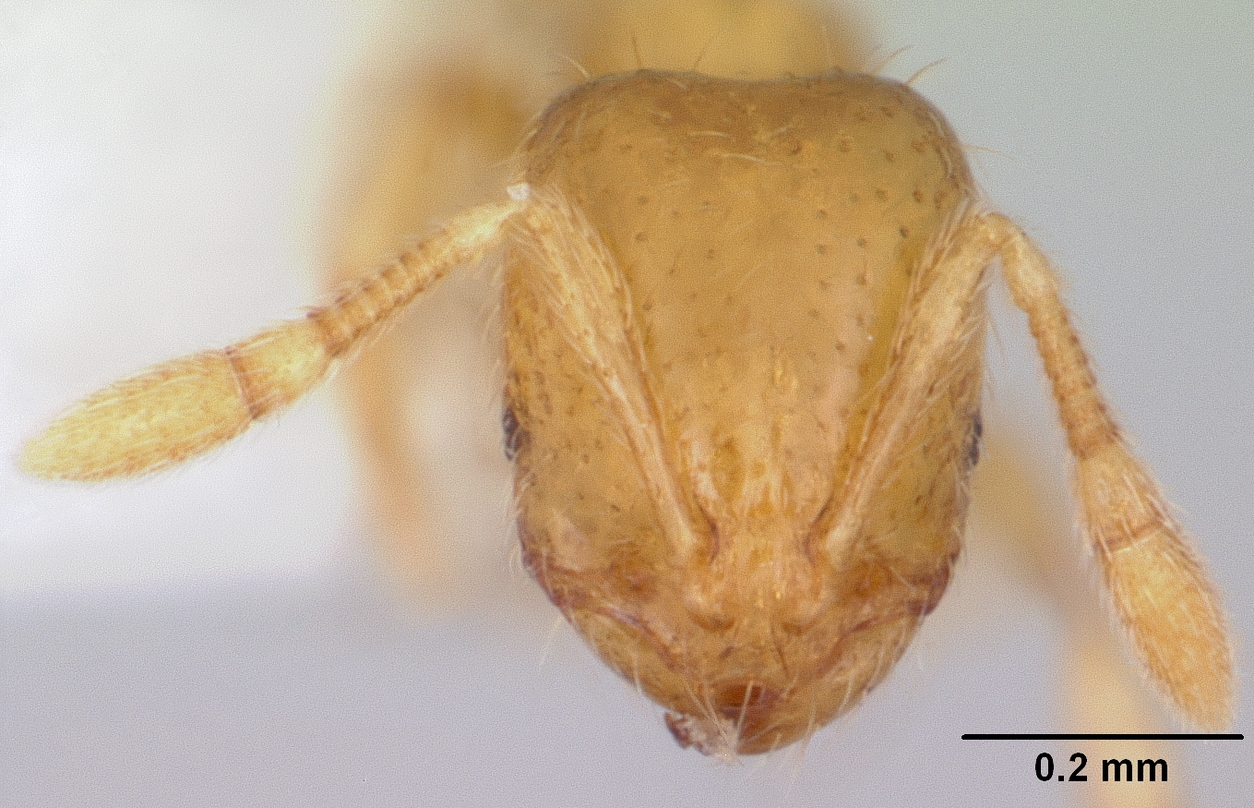
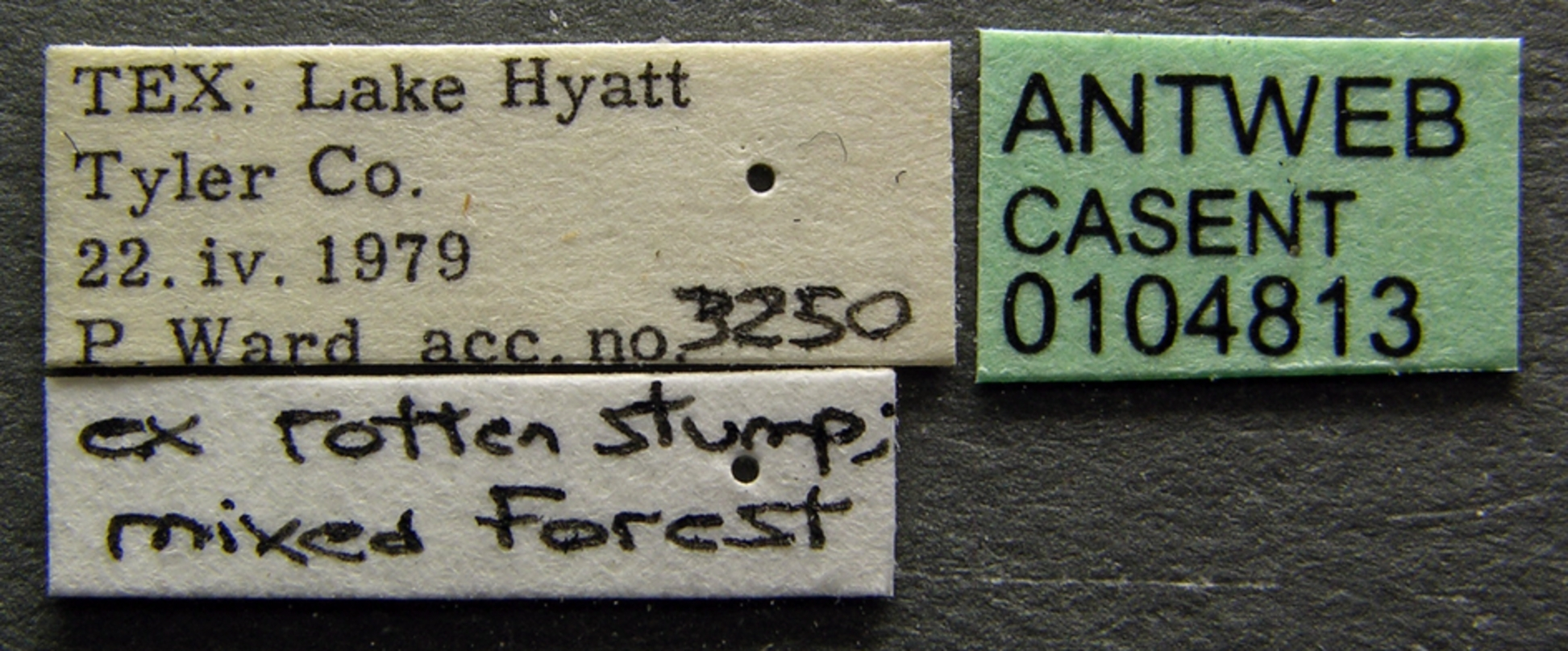
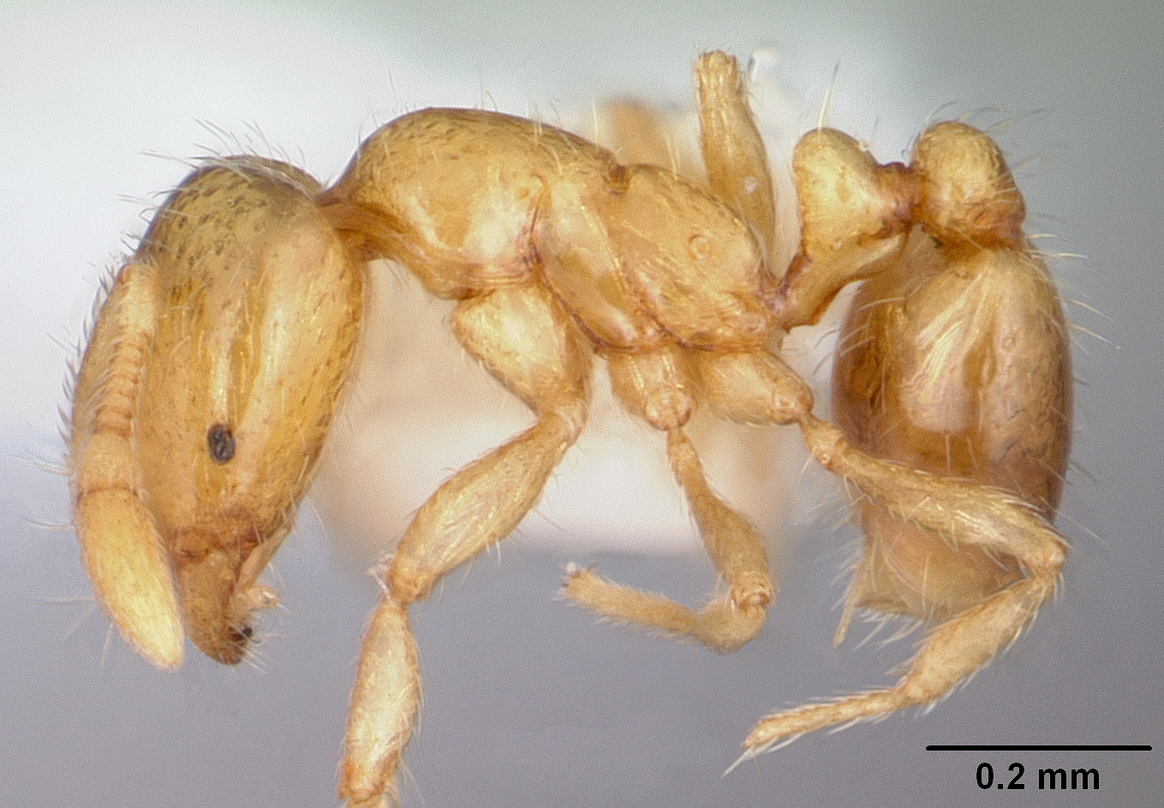